# جیم گیلمور
جیم استیوارت گیلمور سوم (انگلیسی: James Stuart Gilmore III؛ زادهٔ ۶ اکتبر ۱۹۴۹) یک سیاست‌مدار اهل ایالات متحده آمریکا است. وی بین سال‌های ۱۹۹۸ تا ۲۰۰۲ میلادی فرماندار ایالت ویرجینیا بود
وی فارغ‌التحصیل دانشگاه ویرجینیا می‌باشد.
گیلمور یکی از کاندیداهای ریاست جمهوری حزب جمهوری‌خواه در انتخابات سال ۲۰۱۶ میلادی بود.